# Bian Xi
Bian Xi (?-200) est commandant sous Cao Cao. À l’origine un Turban jaune, il est célèbre pour son Étoile Filante. Il se range, par la suite, aux côtés de Cao Cao et est chargé de défendre la Passe de la rivière Si et Yi Shu Han, dans la province du Bing. En 200, lorsque Guan Yu quitte Cao Cao pour tenter de retrouver Liu Bei au nord du fleuve Jaune, Bian Xi planifie une embuscade dans le Temple de Zhen Guo en invitant ce dernier à un banquet. Toutefois, un moine nommé Pu Jing prévient Guan Yu de la supercherie et celui-ci peut ainsi se défendre avec succès contre ses assassins. Bian Xi tente de fuir, mais est vite rattrapé puis tranché en deux par Guan Yu. 